# لاندو بوزانكا
لاندو بوزانكا (بالإيطالية: Lando Buzzanca)‏ هو ممثل إيطالي، ولد في 24 أغسطس 1935 بباليرمو في إيطاليا.

## أعمال

### أفلام
- (1959) بن هور[8][9][10]
- (1961) الطلاق على الطريقة الإيطالية

## وصلات خارجية
- لاندو بوزانكا على موقع IMDb (الإنجليزية)
- لاندو بوزانكا على موقع ميتاكريتيك (الإنجليزية)
- لاندو بوزانكا على موقع روتن توميتوز (الإنجليزية)
- لاندو بوزانكا على موقع ألو سيني (الفرنسية)
- لاندو بوزانكا على موقع ميوزك برينز (الإنجليزية)
- لاندو بوزانكا على موقع أول موفي (الإنجليزية)
- لاندو بوزانكا على موقع قاعدة بيانات الأفلام السويدية (السويدية)
- لاندو بوزانكا على موقع ديسكوغز (الإنجليزية)
- لاندو بوزانكا على موقع قاعدة بيانات الفيلم (الإنجليزية)
- لاندو بوزانكا على موقع كينوبويسك (الروسية)